# COLORFUL BOX/Animetic Love Letter
『COLORFUL BOX/Animetic Love Letter』（カラフル・ボックス アニメティック・ラブ・レター）は、2014年11月26日にワーナー・ホーム・ビデオから発売されたシングル。収録された2楽曲「COLORFUL BOX」と「Animetic Love Letter」は、2014年10月から日本でテレビ放送されたアニメ作品『SHIROBAKO』の前期オープニング・エンディングテーマとして起用された。
楽曲「COLORFUL BOX」は歌手の石田燿子が歌唱し、「Animetic Love Letter」は『SHIROBAKO』に出演した女性声優3名（木村珠莉・佳村はるか・千菅春香）が歌ったキャラクターソングとなっている。収録されたシングルは週間オリコンチャートにおいて最高21位を記録した。

## テレビアニメでの使用

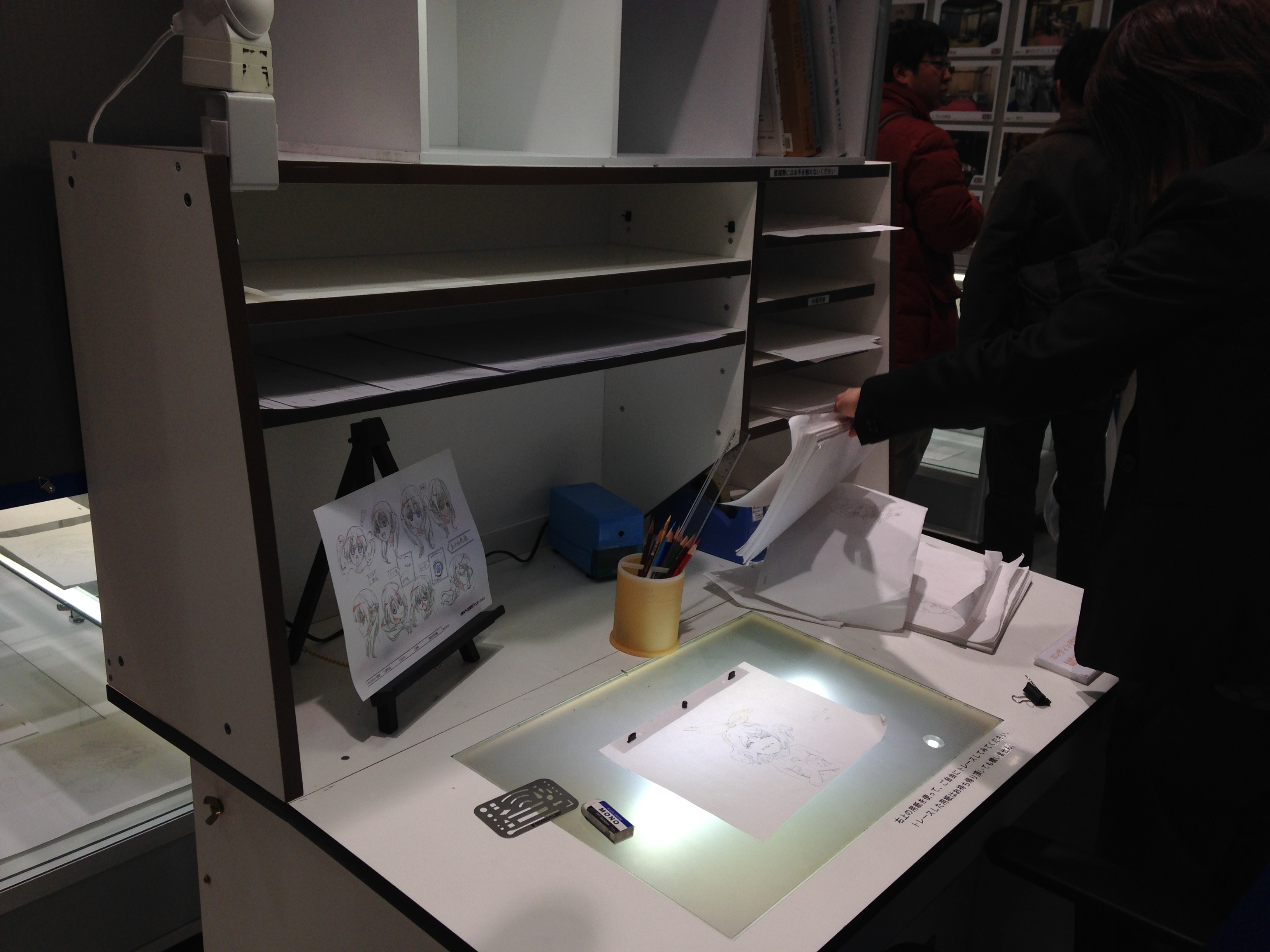
アニメ『SHIROBAKO』ではアニメの制作現場が描かれた。画像はSHIROBAKO展で展示されたアニメーターのデスク（秋葉原UDX4階の東京アニメセンターにて2014年12月21日撮影）

本シングルに収録された楽曲「COLORFUL BOX」および「Animetic Love Letter」は、テレビアニメ『SHIROBAKO』の前期オープニングテーマ・エンディングテーマとしてそれぞれ用いられた。
アニメ『SHIROBAKO』の制作発表および主題歌に関する情報は2014年8月に解禁された後、同年10月からテレビ放送が開始された。本作ではアニメ制作の現場で働く女性キャラクター5名を中心として繰り広げられるアニメ業界を舞台とした群像劇が描かれた。
アニメのオープニング映像では主要キャラクター5名や物語の舞台となる武蔵野アニメーションで働く人物が登場し、個々の作業風景やキャラクター性が描写された。一方、エンディング映像では、アニメに登場するキャラクター・宮森あおいが大切にしていた人形のミムジーとロロによるダンスが描かれている。アニメ12話のエンディング映像ではこれまでとは異なる演出が加えられた。

## 制作

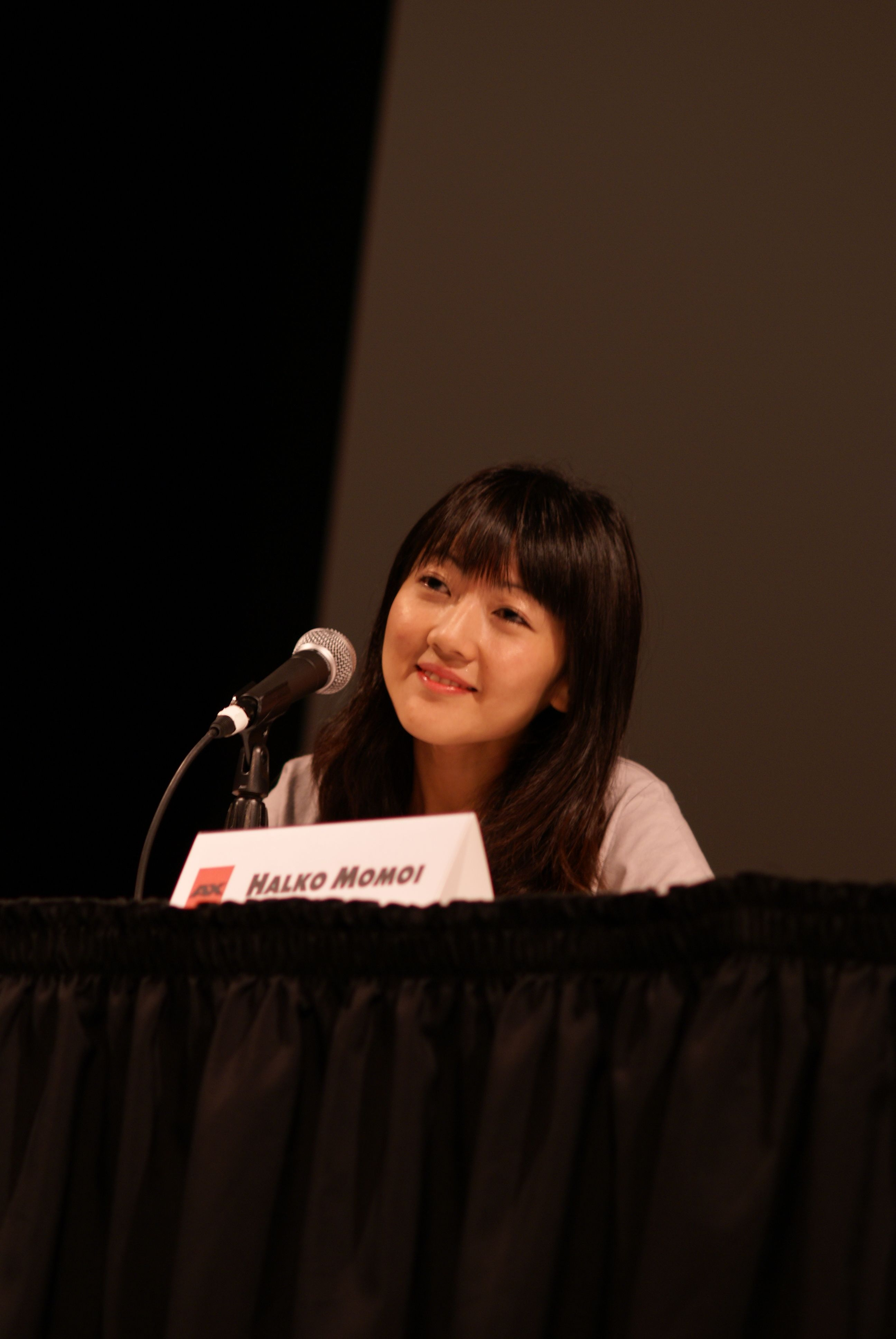
「Animetic Love Letter」の作詞・作曲を担当した桃井はるこ（2007年7月1日撮影）

「COLORFUL BOX」は歌手の石田燿子が担当した楽曲で、アニメのオープニング映像が形になる前に収録が行われた。声優の木村珠莉・佳村はるか・千菅春香の3名が歌唱した「Animetic Love Letter」は、作詞・作曲を同じく声優の桃井はるこが手掛けており、キャラクターソングに位置づけられる。声優陣のインタビューで木村・千菅・佳村の順で別々に収録が行われたと明らかにされている。声優陣はそれぞれがテレビアニメで演じたキャラクターの性格のイメージを試行錯誤して収録に臨んでおり、作中では木村が制作進行役の宮森あおいに、佳村が新人のアニメーターを務める安原絵麻に、千菅が新人声優の坂木しずかに対してそれぞれ声を当てている。木村にとっては楽曲のレコーディングに初めて挑戦した作品となったが、彼女の演じた宮森あおいは自分を飾る必要がなく演じられ、収録もスムーズに執り行われた。「ドーナツ」という単語が含まれるパートは木村自らが志願して担当したという。千菅は演じたキャラクター・坂木しずかの練習熱心な性格を反映して収録に臨んだが、「もう少しキラキラした感じで」というリテイクが入ったと明かしている。佳村は収録時に掠れ声が入り本人が上手く歌えなかったと思ったテイクが最終版の落ちサビ部分で使用されたと話している。

## 音楽性

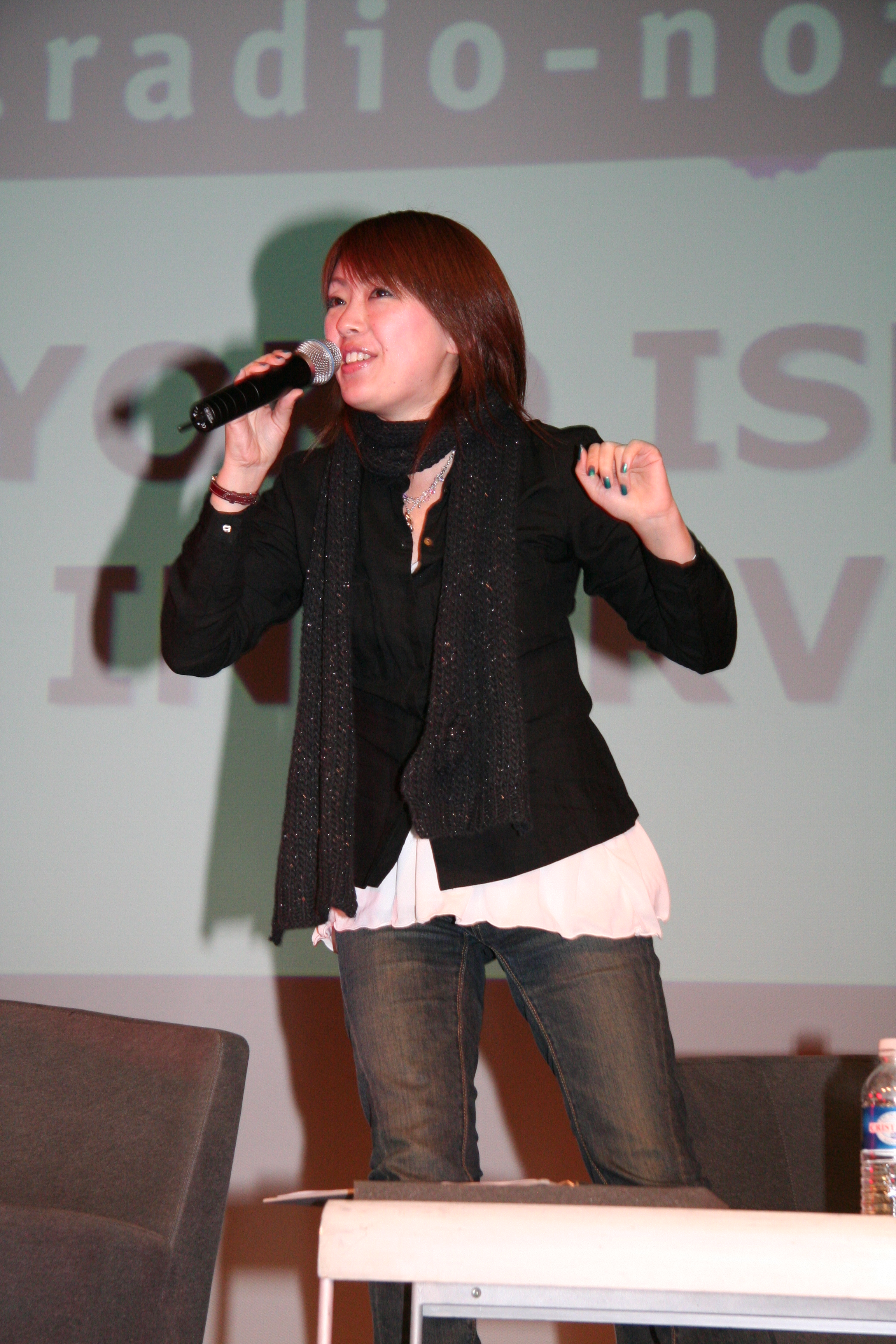
「COLORFUL BOX」のヴォーカルを担当した石田燿子（2007年10月27日撮影）

「COLORFUL BOX」は序奏のない構成となっており、楽曲序盤では1オクターブ高く歌唱が行われる。桃井による「Animetic Love Letter」の詞について佳村は「大切にしたい」言葉が散りばめられていてキュートな楽曲と表現した。アニメ作品もしくはその登場キャラクターへの愛を込めた内容となっており、木村によれば「キラキラていると同時にしっとりとした雰囲気〔ママ〕」のラブソングで1番と2番の歌詞は異なる雰囲気を持っているという。千菅は明るさの振り切れた楽曲ではない点について指摘し「絶妙という言葉がぴったりの曲」と形容した。CDシングルに収録されたフルバージョンは、テレビアニメで使用されたバージョンと異なるアレンジがなされている。

## リリース・プロモーション
シングルは初回限定盤と通常盤の2種類が2014年11月26日にワーナー・ホーム・ビデオから発売された。シングルのジャケットには、『SHIROBAKO』に登場するキャラクターの3名（宮森あおい、安原絵麻、坂木しずか）が描かれている。初回限定盤には『SHIROBAKO』のノンテロップのオープニング・エンディング映像を収録したDVDが同梱された。CDがフィジカル・リリースされた翌日には石田燿子がニコニコ生放送のラジオ番組『電波諜報局』に出演し、「COLORFUL BOX」のプロモーションを行った。
2015年に開催されたコミックマーケット88で販売されたCD作品『SOLOSOLOエンディング/SHIROBAKO音頭』ではエンディングテーマを歌唱した声優陣による「Animetic Love Letter」ソロバージョンが収録された。また、『SHIROBAKO』の単巻でリリースされたBlu-rayもしくはDVD、そしてBlu-ray BOX（2016年リリース）では、ノンテロップバージョンのオープニング・エンディング映像が収録された。のちに2017年6月からは各種音楽サブスクリプションサービスにおいて「COLORFUL BOX」および「Animetic Love Letter」のダウンロード配信が開始された。

## 批評・受容
イード社による情報サイト「アニメ！アニメ！」のアニメ放送開始前における記事では、「COLORFUL BOX」のタイトルについて「アニメ業界らしさを感じさせる」と言及された。一方、音楽出版社の『CDJournal』は「COLORFUL BOX」に関して、タイアップ作品で焦点を当てた「“働く女子”の姿をしなやかに描写」した内容と指摘した。エンディングの「Animetic Love Letter」については「是永巧一による軽快なギター・サウンドが恋心を加速させている」と言及した上で2曲ともに透明感のある旋律になっていると称賛した。「Animetic Love Letter」で収録された佳村の掠れ声について『リスアニ!』編集部のライターや木村珠莉は佳村の演じた安原絵麻のキャラクター性が良く表れていると、佳村の考えに反して肯定的な意見を述べた。また、アニメ音楽などのポータルサイト「リスアニ！WEB」では2015年の冬クールにテレビ放送されたアニメの主題歌に関するレビューが公開され、『SHIROBAKO』の前期主題歌について「ベテランが語りかける"若さ"は、やはり深い」とまとめ上げた。サイバーエージェントのグループ企業であるCyberOwlが運営する情報サイト「MOVIE SCOOP!」の編集部は、「COLORFUL BOX」について主要キャラクターらの「希望に溢れた気持ちが感じられるような爽やかな楽曲」と表現し、「Animetic Love Letter」は歌唱を担当したキャラクター3名が作中では多忙な日々を送っているのに対して、恋をテーマに歌われた点に着目し新鮮味がある内容と評価した。
日本国外では以下のような評価がなされている。アニメなどのニュース等を提供する会社「Capsule Computers」のライター・K. Robertsは『SHIROBAKO』のレビュー記事の中で、前期後期のオープニングテーマともに「そこそこ良いが、特に記憶に残らない」 ("decent, but not particularly memorable") とやや否定的なコメントをした一方、エンディングの「Animetic Love Letter」は「キャッチーでかつ記憶に残る」 ("both catchy and memorable") 楽曲と評価している。一方、アニメ情報サイトAnime News Networkのレビュアー・Nick Creamerはオープニング・エンディングテーマともに「ずっと口ずさんでいられる」 ("endlessly hummable") と述べており、特にオープニングテーマ「COLORFUL BOX」の幼少期に抱く夢について表現した歌詞を引用して「これから巻き込まれる作品世界について、かなり明確な手がかりを授けてくれる」 ("gives you a pretty clear hint of the journey you're in for") と指摘した。また、映像の中でキャラクターのあおいがビールを持って嬉しそうに小躍りしているカットが個人的には強く印象に残ったとしている。
なお、両楽曲は2015年12月よりコナミデジタルエンタテインメントによるアーケードゲーム・BeatStream アニムトライヴの収録曲としても起用された。

## チャート成績
CDシングル『COLORFUL BOX/Animetic Love Letter』は2014年11月26日にリリースされた後、オリコンの調査によれば初動で約4,190枚を記録し、2014年12月第2週付の週間シングルチャートにおいて21位にランクインした。これが最高位となり、翌年1月第3週まで7週連続でチャートインし続け、その翌週は上位200位圏外となるが2月第1週には187位で復帰した。チャートインしたのは計8週で、通算の売上枚数は約7,250枚と推定されている。一方、Billboard JAPANのチャート上では、2014年12月第2週付のHot 100で59位、Hot Animationで15位、Top Singles Salesで27位をそれぞれ記録している。

## ライブ・パフォーマンス
シングルに収録された2曲はともにアニメ『SHIROBAKO』関連イベント内で歌唱パフォーマンスが行われている。アニメの本放送終了から約半年後の2015年9月20日には神奈川芸術劇場の大ホールにおいてイベント「SHIROBAKOスペシャルイベント〜どんどんドーナツ、ドーンといこう！〜」が開催された。その中では木村・千菅・佳村による「Animetic Love Letter」を発端としてライブコーナーが催され、石田もステージに登壇して「COLORFUL BOX」を歌い上げた。声優陣はこのライブ・イベントのためにドーナツ模様があしらわれた衣装を準備してパフォーマンスに臨んでいた。続いて同年10月25日にはイオンモール幕張新都心内の豊砂公園でイベント「SHIROBAKO秋祭り」が開催され、盆踊りで使われるやぐらの上で声優陣が「Animetic Love Letter」を披露した。イベントのレポート記事によれば、パフォーマンスの途中では観客から「ドーナツ！」コールが発生し、「どんどんドーナツ、ドーンといこう！」という掛け声とともに楽曲は終了となった。
そのほか、「Animetic Love Letter」の作詞・作曲を担当した桃井はるこが2014年末に実施したワンマンライブ「How Old Am I ?!」（CLUB CITTA'で開催）では、アンコールのなかでキーボードを使った弾き語りメドレーが行われ「Animetic Love Letter」を歌唱している。また、2015年8月22日には日本アニメ・マンガ専門学校のオープンキャンパスの一環として石田や『SHIROBAKO』制作スタッフを招いてのトークショーが催され、その後石田が教室内で「COLORFUL BOX」を披露した。

## シングル収録曲
| #         | タイトル                               | 作詞       | 作曲       | 編曲              | 歌                                                                     | 時間  |
| --------- | -------------------------------------- | ---------- | ---------- | ----------------- | ---------------------------------------------------------------------- | ----- |
| 1.        | 「COLORFUL BOX」                       | 分島花音   | カヨコ     | 千葉"naotyu-"直樹 | 石田燿子                                                               | 3:59  |
| 2.        | 「Animetic Love Letter」               | 桃井はるこ | 桃井はるこ | 渡辺剛            | 宮森あおい（木村珠莉）、安原絵麻（佳村はるか）、坂木しずか（千菅春香） | 5:11  |
| 3.        | 「COLORFUL BOX」(Instrumental)         |            |            |                   |                                                                        | 3:59  |
| 4.        | 「Animetic Love Letter」(Instrumental) |            |            |                   |                                                                        | 5:11  |
| 合計時間: | 合計時間:                              | 合計時間:  | 合計時間:  | 合計時間:         | 合計時間:                                                              | 18:20 |

| #  | タイトル                         | 作詞 | 作曲・編曲 |
| -- | -------------------------------- | ---- | ---------- |
| 1. | 「『SHIROBAKO』 ノンテロップOP」 |      |            |
| 2. | 「『SHIROBAKO』 ノンテロップED」 |      |            |

## カバー
COLORFUL BOX
- Morfonica［倉田ましろ（進藤あまね）］ - 2021年8月11日にゲーム『バンドリ! ガールズバンドパーティ!』に追加収録[36]。2022年12月14日発売の『バンドリ！ ガールズバンドパーティ！ カバーコレクション Vol.7』でCD初収録。
- 草野華余子（カヨコ） - セルフカバーアルバム『産地直送vol.1』（2023年12月20日発売）に作曲者によるセルフカバーバージョンが収録されている[37]。